# Stephanosaurus
Stephanosaurus (wat 'gekroond reptiel' betekent) is een dubieus geslacht van uitgestorven hadrosauride dinosauriërs met een gecompliceerde taxonomische geschiedenis.

## Beschrijving
In 1902 benoemde Lawrence Lambe een nieuwe reeks hadrosauride ledemaatmateriaal en andere botten (oorspronkelijk GSC 419) uit Alberta als Trachodon marginatus, 'met een rand'. Paleontologen begonnen in de jaren 1910 betere overblijfselen van hadrosauriden uit dezelfde rotsen te halen, in wat nu bekend staat als de Dinosaur Park-formatie uit het Laat-Campanien (Laat-Krijt).

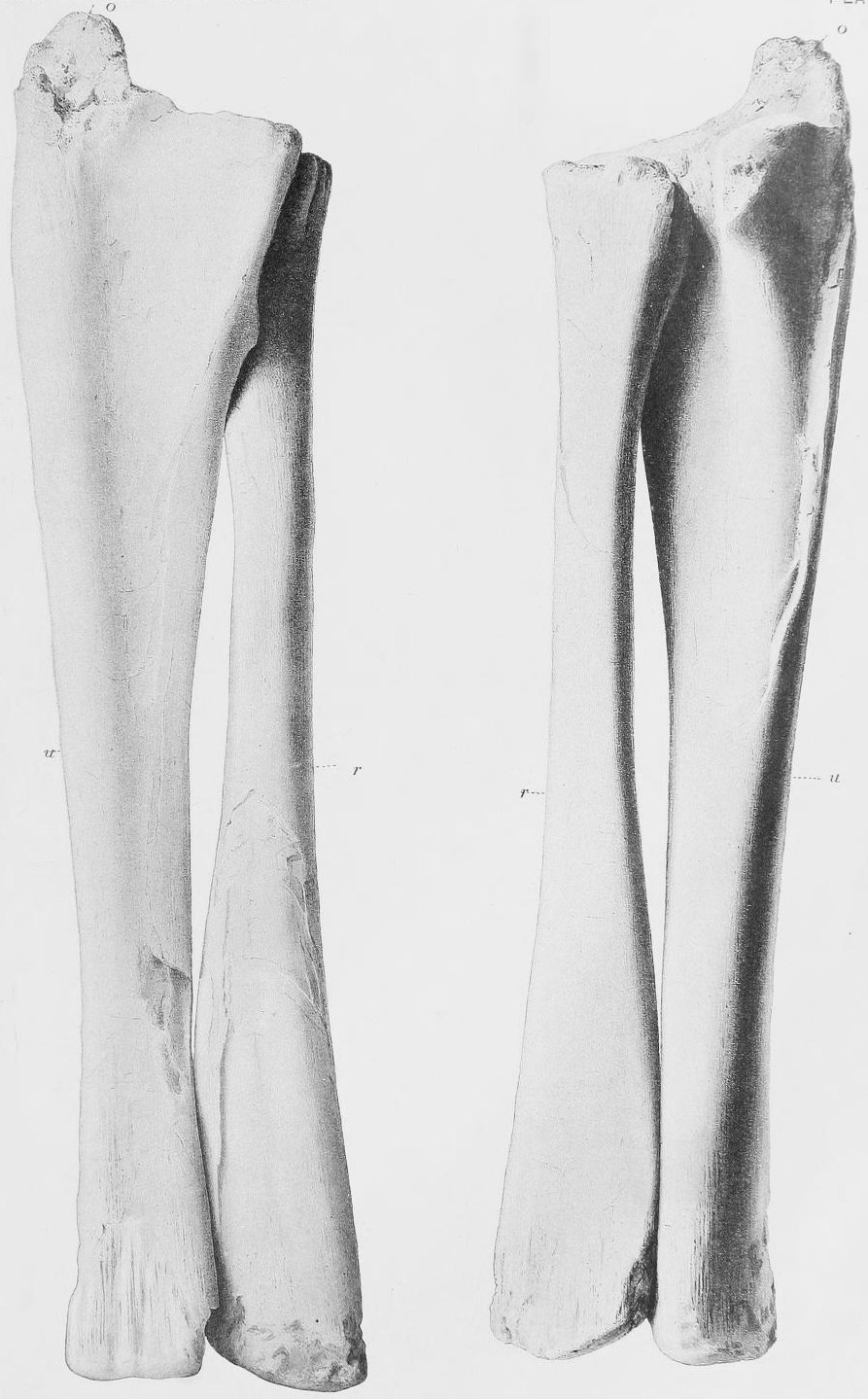
De onderarm

Lambe wees twee nieuwe schedels toe aan Trachodon marginatus, en op basis van de nieuwe informatie bedacht hij in 1914 het geslacht Stephanosaurus voor de soort. De naam verwijst naar de schedelkam. Lambe hield de oorspronkelijke soortaanduiding marginatus aan, dus het type-exemplaar van Stephanosaurus waren de oorspronkelijke, beperkte ledematen en verbrijzelde schedelfragmenten, niet de twee nieuwe schedels.
Er kan echter niet met zekerheid worden gezegd dat de beenderen van ledematen en schedelfragmenten afkomstig zijn van hetzelfde dier als de volledige schedels, noch kunnen ze onderscheiden worden van andere hadrosauriërs. De soort is dus een nomen dubium. Omdat er heel weinig was om de complete schedels te associëren met het onsamenhangende eerdere marginatus-materiaal, stelde William Parks in 1923 een nieuw geslacht en soort voor de schedels voor, met zowel generieke als specifieke namen ter ere van Lambe: Lambeosaurus lambei (type-exemplaar NMC 2869, oorspronkelijk GSC 2869). Stephanosaurinae, een groep die Lambe in 1920 benoemde, werd ook omgedoopt tot Lambeosaurinae.